# Королёв, Дар Станиславович
Дар Станиславович Королёв (род. 27 ноября 1995, Омск) — российский футболист, вратарь.

## Карьера
Родился в Омске. Древнеславянское имя Дар ему дал отец. Воспитанник омских СДЮШОР «Динамо» и «Иртыша». В 16 лет оказался в Академии «Зенита», где проходил просмотр. Попал туда через год. После выпуска по рекомендации тренера уехал на просмотр в Испанию. Там провёл год в молодёжной команде мадридского клуба четвёртого дивизиона «Алькобендас».
В межсезонье ненадолго вернулся в Россию, после чего уехал на просмотр в Италию к тренеру, который воспитывал Сальваторе Сиригу. Там Королёв познакомился с Альберто Велой, пригласившим его в «Франкавиллу», которая выступала в Серии D. Из-за проблем с документами не смог подписать первый профессиональный контракт с клубом. После этого вернулся в Мадрид, где на год подписал контракт с клубом «Интерсоккер» — основной командой «Алькобендаса»
С июля по октябрь 2015 года находился на просмотре во французских клубах «Расинг» Страсбург и «Ланс». Из-за проблем с документами и визой вновь вернулся в Россию. С начала 2016 года тренировался и играл в итальянской академии «Дженоа» Генуя. В апреле тренировался с испанским «Леганесом». В июле с Королёвым связался тренер команды, а в августе 2016 года вратарь уже подписал двухлетний контракт с клубом. Выступал за вторую команду «Леганес-Б».
Летом 2018 года в качестве свободного агента оказался в испанской «Гвадалахаре», где отыграл сезон. В сезоне 2019/2020 выступал за «Лорку» из четвёртого испанского дивизиона. Зимой 2020 вернулся в Россию.
В летнее трансферное окно подписал контракт с болгарским клубом высшего дивизиона «Ботев» Враца. Единственный матч провёл 22 ноября 2020 года, выйдя на замену в начале второго тайма против клуба «Черно море» Варна. После этого дня начал попадать в запас команды в заявки на матчи. Зимой стал свободным агентом. Весной 2021 года был на просмотре в любительском клубе «Динамо» Санкт-Петербург. С мая стал игроком команды, и 26 мая в матче городского чемпионата дебютировал, выйдя на 70 минуте на замену. После летнего перерыва покинул команду.
В декабре 2021 года был заигран за любительский клуб «Балтавто» в Зимнем первенстве Санкт-Петербурга. В феврале 2022 был на просмотре в астраханском «Волгаре».

### В сборной
Вызывался на сборы юношеской сборной России до 19. Ездил с командой на сборы в Израиль и провёл две товарищеские игры.

## Личная жизнь
В связи с тем, что играл в Испании, выучил испанский язык.